# Черкасов Олексій Іванович
Черкасов Олексій Іванович (16 (26) листопада 1799 — квітень 1855) — барон, декабрист, поручик квартирмейстерської частини.

## Біографія
З  дворян Бєлевського повіту  Тульської губернії. 
Батько — секунд-майор барон Іван Петрович Черкасов, мати — Марія Олексіївна Кожина. Виховувався в Московському університетському пансіоні, а з 1816 року в  Московському навчальному закладі для колонновожатих, випущений прапорщиком в 1817 року. З квітня 1819 року до 1825 року перебував на  зйомці  Подільської губернії. 1825 року відправлений на зйомку Київської губернії. У 1825 році — поручик квартирмейстерської частини. 
Член  Південного товариства з 1824 року. Знав цілі товариства — введення  республіканського правління, але про засоби досягнення цілей йому відомо не було. Особисто прийняв у Південне товариство одного члена.
Заарештований 2 січня 1826 року, доставлений з Тульчина до Петербурга, ув'язнений у  Петропавловську фортецю. 
Засуджений за VII розряду на каторжні роботи на 2 роки. Відправлений до Сибіру 15 лютого 1827 року. Каторгу відбував в  Читинському острозі (квітень 1827 — квітень 1828). З квітня 1828 року перебував на поселенні в м. Березові Тобольської губернії. Від 1832 року в Ялуторовську. У 1837 році визначений рядовим на Кавказ, вийшов у відставку прапорщиком в 1843 році.